# Вершинин, Глеб Витальевич
Глеб Витальевич Вершинин (бел. Глеб Віталевіч Вяршынін; род. 11 января 2002, Могилёв) — белорусский футболист, защитник могилёвского «Днепра».

## Карьера

### «Днепр-Могилёв»

#### Начало карьеры
Воспитанник футбольной академии могилёвского «Днепра». В 2019 году могилёвский клуб объединился с минским «Лучом» и образовал клуб «Дняпро», в составе которого футболист начал выступать за дублирующий состав. В январе 2020 года футболист присоединился к новообразованному могилёвскому «Днепру», с которым подписал свой первый профессиональный контракт. Вместе с клубом футболист стал выступать во Второй лиге, по итогу которой стали чемпионами. В начале 2021 года футболист готовился к сезону с основной командой клуба, на протяжении которого был преимущественно игроком замены. В июле 2021 года футболист отправился выступать в фарм-клуб «Днепр-Юни». В начале 2022 года футболист вернулся в распоряжение основной команды могилёвского клуба, который в свою очередь был отправлен в Высшую лигу. Дебютный матч в чемпионате футболист сыграл 7 мая 2022 года в матче против жодинского «Торпедо-БелАЗ», выйдя на замену на 86 минуте.

#### Аренда в «Оршу»
Первую половину сезона 2022 года футболист провёл на скамейке запасных в составе могилёвского «Днепра», единожды выйдя на поля. В июле 2022 года футболист на правах арендного соглашения присоединился к «Орше» до конца сезона. Дебютировал за клуб футболист 10 июля 2022 года в матче против «Молодечно-2018», выйдя на поле в стартовом составе. На протяжении сезона футболист выступал за оршанский клуб в роли одного из ключевых игроков, однако результативными действиями не отличился. По итогу сезона футболист вместе с клубом завершил чемпионат на итоговом девятом месте. По окончании срока арендного соглашения футболист покинул клуб.

#### Сезон 2023
В декабре 2023 года футболист вернулся в распоряжение могилёвского «Днепра», в составе которого начал готовиться к новому сезону. Новый сезон футболист начал 2 апреля 2023 года с матча против «Орши», выйдя на поле в стартовом составе. Первым результативным действием за клуб в сезоне футболист отличился 15 апреля 2023 года в матче против пинской «Волны», отдав голевую передачу. Первым забитым голом в сезоне футболист отличился 7 мая 2023 года в матче против долбизновской «Нивы». На протяжении сезона футболист выступал за клуб в роли одного из ключевых игроков, отличившись 4 забитыми голами и 4 результативными передачами во всех турнирах. По итогу сезона футболист вместе с клубом стал серебряным призёром Первой лиги, получив прямое повышение в Высшую лигу.

#### Сезон 2024
Новый сезон футболист начал 15 марта 2024 года с матча против мозырской «Славии», выйдя на поле в стартовом составе.

## Достижения
«Днепр-Могилёв»
- Победитель Второй лиги: 2020